# Onagrae
Onagrae, na classificação taxonômica de Jussieu (1789), é uma ordem botânica da classe Dicotyledones, Monoclinae (flores hermafroditas ), Polypetalae ( corola com duas ou mais pétalas) e estames perigínicos (quando os estames estão inseridos à volta do nível do ovário).
Apresenta os seguintes gêneros:
- Mocanera, Vahlia, Cercodea, Montinia, Serpicula, Circaea, Ludwigia, Jussiaea, Oenothera, Epilobium, Gaura, Cacoucia, Combretum, Guiera, Fuchsia, Mouriria, Ophira, Baeckea, Memecylon, Jambolifera, Escallonia, Sirium, Santalum, Mentzelia, Loasa.